# Brian Pickworth
Brian Andrew Pickworth (* 10. August 1929 in Oamaru; † 16. Dezember 2020) war ein neuseeländischer Fechter.

## Biografie
Brian Pickworths spielte in seiner Jugend Rugby. Im Alter von 21 Jahren musste ihm sein Oberarm nach einem Schießunfall amputiert werden. Somit konnte Pickworth fortan nicht mehr als Rugbyspieler aktiv sein und wechselte zum Fechten. Er beherrschte alle drei Disziplinen und vertrat sein Land bei den British Empire and Commonwealth Games 1958.
Bei den Olympischen Spielen 1960 in Rom trat er in allen drei Einzelwettkämpfen an. Im Florett- und im Säbelwettkampf schied er in der ersten Runde aus. Im Wettkampf mit dem Degen konnte er die zweite Runde erreichen. 
Es folgten drei weitere Teilnahmen Commonwealth Games (1962, 1966 und 1970). 1962 konnte er Bronze im Mannschaftswettkampf mit dem Säbel gewinnen.